# Constantin Niță

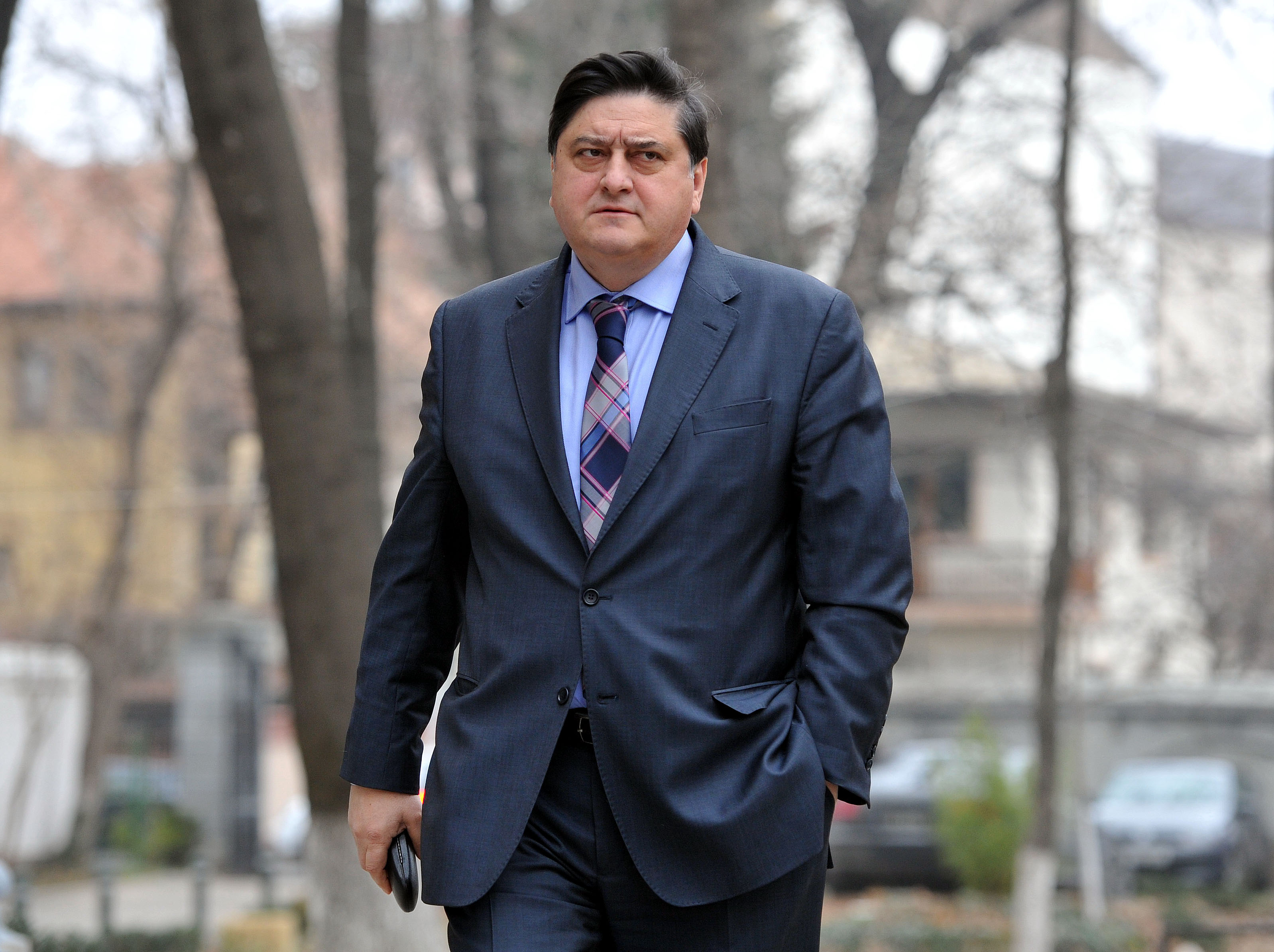
Constantin Niţă

Constantin Niță (* 27. November 1955 in Miroslovești, Iași) ist ein rumänischer Wirtschaftswissenschaftler und Politiker.

## Leben
Niță besuchte in seinem Geburtsort die Grundschule und bestand das Abitur an einer Schule in Pașcani. Nach dem Armeedienst studierte er Wirtschaftswissenschaften und anschließend Rechtswissenschaft an der Universität Iași. Nach dem Ph.D.-Abschluss im Jahr 1999 in Wirtschaftswissenschaften spezialisierte er sich im Bereich Marketing. Constantin Niță hat mehrere Bücher und diverse Artikel in Fachzeitschriften über Marketing und Tourismus veröffentlicht. Derzeit (Stand 2014) ist er Associate Professor an der Fakultät für Wirtschaftswissenschaften der Universität Transilvania Brașov.
Zudem ist Niță Mitglied der Partidul Social Democrat (PSD) und saß seit dem Jahr 2000 für den Kreis Brașov in der rumänischen Abgeordnetenkammer.  In der Zeit von 2008 bis 2009 war er im Kabinett Boc I Minister für kleine und mittlere Unternehmen und  Handel. Von 2012 bis 2014 war er rumänischer Energieminister im Kabinett Ponta II. Von März bis Dezember 2014 war er Wirtschaftsminister.
Wegen Korruption wurde Niță im Mai 2017 zu vier Jahren Gefängnis verurteilt.
Constantin Niță ist verheiratet und hat ein Kind.